# Sandra Forgues
Sandra Forgues (* 22. Dezember 1969 in Tarbes) ist eine ehemalige französische Kanutin, die ihre Erfolge unter ihrem Geburtsnamen Wilfrid Forgues erzielte.

## Erfolge
Sandra Forgues nahm im Kanuslalom mit Franck Adisson an drei Olympischen Spielen im Zweier-Canadier teil. Bei den Olympischen Spielen 1992 in Barcelona wurden zwei Läufe durchgeführt, wobei der schnellste für die Gesamtwertung herangezogen wurde. Nach 144,09 Punkten im ersten Lauf verbesserten sie sich danach im zweiten Lauf auf 124,38 Punkte, womit sie hinter den siegreichen US-Amerikanern Scott Strausbaugh und Joe Jacobi sowie Miroslav Šimek und Jiří Rohan aus der Tschechoslowakei Dritte wurden und die Bronzemedaille gewannen. Die Spiele 1996 in Atlanta verliefen für die beiden noch erfolgreicher. Wieder gelang ihnen im Verlauf des Wettbewerbs eine Verbesserung im zweiten Durchgang auf letztlich 158,82 Punkte, mit denen sie Olympiasieger wurden. Dahinter folgten die Tschechoslowaken Šimek und Rohan, die erneut Silber gewannen, sowie die Deutschen André Ehrenberg und Michael Senft. Vier Jahre darauf qualifizierten sie sich in Sydney in einem leicht veränderten Modus für das Finale, kamen in diesem aber nicht über den siebten Platz unter acht Startern hinaus.
Bei Weltmeisterschaften waren Forgues und Adisson ebenfalls sehr erfolgreich. 1991 in Tacen wurden sie ebenso Weltmeister wie auch 1997 in Três Coroas. Dazwischen sicherten sie sich 1993 in Mezzana Bronze und 1995 in Nottingham Silber. In der Mannschaftswertung gelang ihnen ebenfalls 1991 und 1997 der Titelgewinn, während sie 1993 und 1995 jeweils Zweite wurden. Im Jahr 2000 wurden sie in Mezzana zudem im Zweier-Canadier Vizeeuropameister.
Forgues outete sich zunächst 2016 privat gegenüber ihrem Kanupartner Franck Adisson als Transfrau, ehe ihr öffentliches Coming-out am 9. März 2018 gegenüber L’Équipe erfolgte.